# Daiotyla xanthina
Daiotyla xanthina är en orkidéart som beskrevs av Franco Pupulin och Robert Louis Dressler. Daiotyla xanthina ingår i släktet Daiotyla, och familjen orkidéer.
Artens utbredningsområde är Colombia. Inga underarter finns listade i Catalogue of Life.